# Komisariat Straży Granicznej „Cierlicko”
Komisariat Straży Granicznej „Cierlicko” – jednostka organizacyjna Straży Granicznej pełniąca służbę ochronną na granicy polsko-czechosłowackiej w latach 1938–1939.

## Formowanie i zmiany organizacyjne
Rozkazem nr 3 z 31 grudnia 1938 roku w sprawach reorganizacji jednostek na terenach Śląskiego, Zachodniomałopolskiego i Wschodniomałopolskiego okręgów Straży Granicznej, a także utworzenia nowych komisariatów i placówek, komendant Straży Granicznej płk Jan Gorzechowski, działając na podstawie upoważnienia Ministra Skarbu z 14 października 1938 roku zarządził przeniesienie siedzib komendy obwodu „Bielsko” do  Cieszyna, a  komisariatu  i placówki II linii „Cieszyn” do Cierlicka Górnego. Ponadto komisariat „Cieszyn” miał zorganizować nowe placówki linii w miejscowościach: Domasłowice Górne, Sobieszowice Górne, Błędowice, oraz zapewnić częściową obsadę personalną nowo utworzonego komisariatu Straży Granicznej „Ligotka Kameralna”.

## Funkcjonariusze komisariatu
| Kierownicy/komendanci komisariatu | Kierownicy/komendanci komisariatu | Kierownicy/komendanci komisariatu | Kierownicy/komendanci komisariatu |
| stopień                           | imię i nazwisko                   | okres pełnienia służby            | kolejne stanowisko                |
| --------------------------------- | --------------------------------- | --------------------------------- | --------------------------------- |
| aspirant                          | Stanisław Wantuch                 | 29 X 1938 – 17 II 1939            | komisariat „Orzesze”              |
| aspirant                          | Witold Polański                   | 17 II 1939 –                      |                                   |
| Zastępcy komendanta komisariatu   |                                   |                                   |                                   |
| strażnik                          | Jan Lebda                         | 1 V 1939 –                        |                                   |

## Struktura organizacyjna
Organizacja komisariatu w 1938:
- komenda − Cierlicko
- placówka Straży Granicznej I linii „Datynie” Dolne
- placówka Straży Granicznej I linii „Błędowice” Górne
- placówka Straży Granicznej I linii „Domosławice” Dolne
- placówka Straży Granicznej I linii „Wojtkowice”
- placówka Straży Granicznej II linii „Cierlicko”